# Castilla de Oro
Castilla de Oro o Castilla del Oro o bien gobernación de Castilla del Oro desde 1514 o como provincia de Castilla del Oro en 1535 —fecha desde la cual en adelante, se volvería a utilizar el término de Castilla del Oro de Tierra Firme a su parte oriental para distinguirla de la occidental o costarricense— fue una antigua gobernación autónoma ubicada en la región occidental del antiguo territorio denominado Reino de Tierra Firme, que fue segregado en 1514 de la de Veragua por el descubrimiento del océano Pacífico, que abarcaba el sureste de Centroamérica, Panamá y el extremo noroeste de Sudamérica, en tiempos de la colonización española.
Se extendía desde el golfo de Urabá —al noroeste de la actual Colombia— hasta las vecindades del río Belén (que actualmente hace de límite entre las provincias panameñas de Veraguas y Colón), en donde se iniciaba el remanente territorial de la entonces gobernación de Veragua —la cual comprendía la actual costa caribeña de las repúblicas de Nicaragua y de Costa Rica, y parte de la de Panamá— que estaba en litigio entre la Corona española y la familia Colón. Finalmente fue resuelta en 1537 con la creación de la Veragua Real y del «Ducado de Veragua», partiendo el territorio en dos.
Su capital fue la ciudad de Santa María la Antigua del Darién, que había sido fundada en 1510, hasta que la capitalidad fuera trasladada a la Ciudad de Panamá en 1520, siendo aquella definitivamente abandonada en 1524.

## Historia
En 1508, el nominal territorio de Nueva Castilla de Oro del Reino de Tierra Firme fue dividido entre Diego de Nicuesa, quien obtuviera la gobernación de Veragua, que iba desde el río Atrato en el golfo de Urabá hasta el cabo Gracias a Dios, y Alonso de Ojeda, quien obtuvo la gobernación de Nueva Andalucía, desde el río Atrato al cabo de la Vela.
El gobernador Nicuesa fundó la ciudad de Nombre de Dios, el gobernador Ojeda erigió el efímero fuerte de San Sebastián de Urabá y su lugarteniente Martín Fernández de Enciso permitió que Vasco Núñez de Balboa lo abandonara y trasladara a la población ilegalmente fuera de la jurisdicción de Ojeda y de esta manera fundó a la nueva ciudad de Santa María la Antigua del Darién, las tres a lo largo del año 1510.
Poco después, a partir del 1 de marzo de 1511 Balboa se hizo cargo del gobierno de facto debido a la muerte de Diego de Nicuesa. El 25 de septiembre de 1513 había tomado posesión del «Mar del Sur» que él mismo había descubierto, y por lo cual el rey lo nombró el 23 de diciembre del mismo año gobernador y capitán general del Darién y al mismo tiempo, lo nombró Adelantado de la Costa del Mar del Sur.

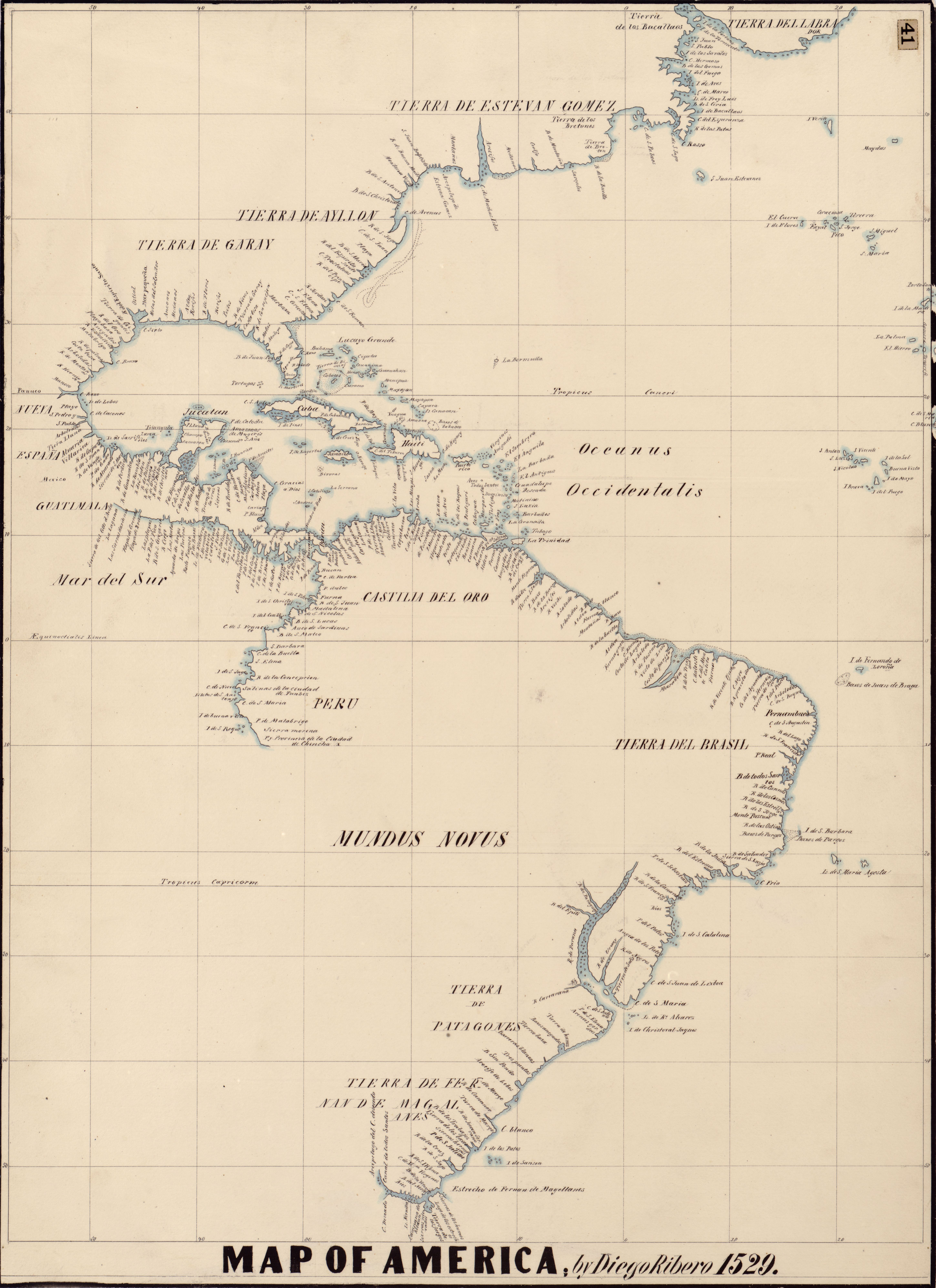
Mapa del Nuevo Mundo (Mundus Novus) de Diego Ribero de 1529, copia en la Biblioteca del Congreso de Estados Unidos.

Debido al descubrimiento del océano Pacífico, en julio de 1514 se creó la nueva jurisdicción de Castilla del Oro la cual se amplió para comprender la vertiente pacífica de las actuales Panamá, Costa Rica y Nicaragua.
Con la creación en 1527 de la Provincia de Nicaragua, que comprendía el actual territorio nicaragüense y la península de Nicoya, se empezó a reducir el ámbito territorial de Castilla del Oro, que en 1537, una vez concluidos los pleitos colombinos, quedó fragmentada en dos partes, separadas por el «Ducado de Veragua». 
La parte occidental, que se extendía al oeste del ducado, por gran parte de lo que hoy es la costa pacífica de Panamá y Costa Rica, fue unida en 1540 con la «Veragua Real» que eran los territorios sobrantes de la antigua gobernación de Veragua, para constituir la provincia de Nueva Cartago y Costa Rica.
La parte oriental, último resto de Castilla del Oro, pasó a ser conocida con el nombre de provincia de Tierra Firme que con el tiempo pasaría a llamarse provincia de Panamá, especialmente a partir de la creación de la real audiencia homónima en 1538. A esta jurisdicción fue agregada en 1560 la nueva provincia de Veraguas, creada durante el reinado de Felipe II de España con el territorio del antiguo ducado homónimo.

## Gobernadores (1514–1540)
- 1514–1526: Pedro Arias Dávila, gobernador
- 1526–1529: Pedro de los Ríos y Gutiérrez de Aguayo, gobernador nombrado por el Consejo de Indias el 14 de mayo de 1526, tomó posesión en julio del mismo año en León, con jurisdicción sobre la actual Costa del Pacífico de Nicaragua, reconocido por los cabildos de la Villa de Bruselas, Granada y León
- 1529–1532: Antonio de la Gama, gobernador interino
- 1533–1536: Francisco de Barrionuevo, gobernador
- 1536–1539: Pedro Vázquez de Acuña, gobernador
- 1539: Francisco Pérez de Robles, presidente de la Real Audiencia de Panamá